# Vespas Negras
Vespas Negras (em castelhano: Avispas Negras) são as forças especiais de elite das Forças Armadas Revolucionárias Cubanas (FAR). O treinamento deles acaba sendo muito específico para que possam enfrentar uma possível ofensiva à ilha. Eles foram criados oficialmente no final da década de 1980.
Na década anterior, já existiam unidades de missões especiais que atuavam como parte do Ministério das Forças Armadas Revolucionárias (MINFAR), denominadas "Tigres" e "Leões" em Angola. Considera-se que foi em 1977 quando o MINFAR decidiu ter forças especiais próprias, depois de contar com as tropas especiais do Ministério do Interior (MININT) na Batalha de Quifangondo em Angola, no final de 1975.

## Treinamento e estrutura
As “Vespas Negras” trabalham em subgrupos constituídos por 5 membros, que podem ser homens ou mulheres.
Suas bases principais estão no antigo presídio militar "El Pitirre", localizado no km 8 da Rodovia Nacional, e na unidade "Praia de Baracoa", próximo à área do porto de El Mariel, atual província de Havana, e com unidades menores em "El Bosque de la Habana", fica o Departamento de Tropas Especiais do MINFAR e o "Clube El Reloj", este último próximo ao aeroporto Rancho Boyeros. Seu principal campo de treinamento se chama "El Cacho", na província de Pinar del Río, também chamada de "Academia Baraguá".
Seu treinamento é altamente rigoroso. Após a formatura, soldados e oficiais profissionais desta força realizam exercícios na Ciénaga de Zapata, ao sul da província de Matanzas, próximo à baía dos Porcos, ou nos pântanos ao sul da Ilha de Pines, imensos pântanos localizados tanto a oeste de Cuba, sob estritas condições de sobrevivência. Ser aprovado nesses exercícios significa graduar-se. Essas tropas também são especialistas em técnicas de mascaramento, uso de ambientes de selva para montar armadilhas e várias artes marciais.
As "Vespas Negras" receberam treinamento de vietnamitas, norte-coreanos, chineses, bem como VDV e Spetsnaz russos. Eles aprenderam a se comunicar e se mover silenciosamente por túneis estreitos.
A vestimenta oficial consistia em um macacão camuflado, com boina vermelha, o qual a partir de 2011 passou a ser a boina verde, ficando a boina vermelha apenas para as Tropas de Prevenção (Polícia Militar) e o escudo de vespa preta com ferrão pronto para atacar, em uma pulseira. No caso de membros profissionais, um indicativo de "Profissional" é adicionado à pulseira.

## Armamento
O armamento é muito variado e é em grande parte igual ao resto das Forças Armadas Revolucionárias de Cuba (FAR), embora nos últimos anos tenham sido vistas (em desfiles militares desde que as FAR guardam um sigilo ciumento sobre sua tecnologia) novas armas que incluem armas de fabricação nacional e velhas armas soviéticas modernizadas com acessórios como silenciadores e lunetas de visão óticas VILMA (Visor Lumínico para Matar Agresores), bem como fuzis antimaterial cujas características são mantidas em segredo.
- AKMS: fabricado nacionalmente com cabeça de cilindro e armação de polímero em vez de madeira, coronha rebatível e carregador de baquelite.
- AKMSB: como indicado pela letra "B", esta versão é igual ao AKMS, mas tem um silenciador e a mira de ponto vermelho de fabricação cubana "Vilma".[2]
- AKML: variante cubana do AKM.[3]
- AKS-74U[3]
- MP5
- AMD-65: fuzil de assalto húngaro baseado no AK-47, com coronha dobrável e usado por paraquedistas.
- SVD Dragunov
- Metralhadora PKM
- RPK: fuzil-metralhador/ metralhadora leve.
- Mambí AMR: fuzil antimaterial de 14,5mm, projetado e fabricado em Cuba e de desenho bullpup.
- Alejandro: fuzil de atirador de elite de ferrolho usado por tropas da milícia territorial (MTT), snipers e vespas.
- RPG-7V (lançador de foguetes anticarro)
- RGD-5 (granada de mão antipessoal)
- RKG-3 (granada de mão anticarro)
- 9K38 Igla (lançador antiaéreo portátil)
- PM Makarov (arma de porte projetada na Rússia, fabricada sob licença em Cuba)
- Stechkin APS, Makarov 9x18mm com silenciador, usada como uma submetralhadora com carregador de 20 tiros.
- Pistola Makarov 9x18mm, versão com silenciador da Stechkin APS.
- CZ 75, pistola semi-automática de 9mm.

Além do armamento ocidental, também usam outros de fabricação nacional cujos detalhes e equipamentos secundários como morteiros de 60mm, 120mm e cargas de demolição não são conhecidos.

## Veículos
As “Vespas Negras” contam com uma série de veículos de diversos tipos para tornar esta força o mais móvel possível em caso de um ataque à ilha, entre os quais:
- Fiero: veículo todo-o-terreno altamente móvel e bem armado com lança-granadas AGS-17 no teto e uma metralhadora PKM.
- Iguana: uma espécie de Hummer cubano, armado com uma metralhadora NSV 12,7mm no telhado. O nome Iguana não é oficial, pois os dados sobre este veículo são muito escassos e seu nome exato é desconhecido.
- UAZ: é o padrão todo-o-terreno das FAR. As Vespas Negras têm diferentes versões deste veículo, incluindo armamento de metralhadora PKM, um lança-granadas ASG-17 e um canhão sem recuo SPG-9.
- BRDM2: são utilizados pelos órgãos de reconhecimento das Vespas Negras e possuem o armamento padrão, como a metralhadora PKT e a metralhadora pesada KVPT.
- BTR-60: Também usado com corpos de varredura em pequenas quantidades.